# Madison Square Garden (1925)
Il Madison Square Garden, costruito nel 1925 e chiuso nel 1968, era un impianto sportivo al coperto di New York, il terzo con questo nome. Sorgeva a Manhattan, sul lato ovest dell'Ottava Avenue e precisamente tra la 49a e la 50a strada. È stato il primo Garden che non si trovava vicino a Madison Square. MSG III è stata la casa dei New York Rangers (sino al 1942: New York Americans) della NHL e dei New York Knicks dell'NBA. Ha anche ospitato numerosi incontri di pugilato e altri eventi. 
Nel 1968 fu demolito per essere sostituito dal quarto Madison Square Garden, che si trova nel sito della preesistente Penn Station.

## Storia
Il terzo Madison Square Garden fu il primo MSG ad essere ubicato fuori da Madison Square: entrato in funzione nel 1925, chiuse i battenti nel 1968, quando venne inaugurato l'attuale impianto. 
L'arena, inaugurata il 15 dicembre 1925, misurava 61 m per 114 m, con posti a sedere su tre livelli e una capacità massima di 18.496 spettatori. Aveva una scarsa visuale, soprattutto per l'hockey e i tifosi seduti in prima fila avevano la visione della partita impedita dalla pavimentazione del ghiaccio. La scarsa ventilazione e il fumo consentito causavano spesso foschia nelle parti superiori dell'impianto.Il quarto piano del Garden III aveva una seconda lastra di ghiaccio, utilizzata per il pattinaggio pubblico, l'hockey ricreativo e come struttura per gli allenamenti dei New York Rangers.

## Principali eventi

### Pugilato
Il Garden III è nella storia della boxe per aver ospitato match leggendari. Il primo incontro ebbe luogo già l'8 dicembre 1925, una settimana prima dell'apertura ufficiale. 
Nel 1933 Primo Carnera divenne campione del mondo dei pesi massimi battendo Jack Sharkey proprio in questa arena. Il 17 gennaio 1941, 23.190 persone assistettero alla vittoriosa difesa del titolo dei pesi welter di Fritzie Zivic contro Henry Armstrong, stabilendo il record tuttora imbattuto per tutti e quattro gli MSG che si sono succeduti.
Nel 1950 Jake LaMotta vi mise vittoriosamente in palio il titolo mondiale dei pesi medi contro Tiberio Mitri. Ha ospitato molti degli incontri di Joe Louis, tra i quali l’ultimo, contro Rocky Marciano, il 26 ottobre 1951. Il 17 aprile 1967 Nino Benvenuti vi conquistò il titolo mondiale dei medi battendo Emile Griffith . L'8 marzo 1971 vi si svolse l'"Incontro del secolo" Muhammad Ali-Joe Frazier.

### Hockey su ghiaccio
La squadra di hockey dei New York Rangers non è stata la prima squadra della NHL a giocare al Garden III. I primi furono i New York Americans, che aprirono ufficialmente l’impianto davanti a 17.000 spettatori contro i Montreal Canadiens. Shorty Green degli Americans fu il primo giocatore a segnare un gol nell'arena. I Rangers, fondati nel 1926, giocarono la loro prima partita al Garden il 16 novembre di quell’anno. Gli Americans hanno giocato al Garden fino al 1942.  

### Pallacanestro
La prima partita di pallacanestro professionistico fu giocata il 6 dicembre 1925, nove giorni prima dell'apertura ufficiale dell'arena. Ha contrapposto gli Original Celtics ai Washington Palace Five. I Celtics vinsero 35-31. Il 28 febbraio 1940, il Madison Square Garden ospitò le prime partite di basket televisive. I New York Knicks debuttarono nel 1946. 
MSG III ha ospitato l'NBA All-Star Game nel 1954, 1955 e 1968.

### Ciclismo
Il Madison Square Garden fu chiamato per la prima volta con questo nome nel 1879, quando era innanzitutto un velodromo per le prime competizioni di ciclismo su pista. Il nome di Madison indica peraltro in inglese una specialità del ciclismo su pista nota in italiano come americana. 
Dal 1925 al 1961, MSG III ha ospitato la Sei giorni di New York, una competizione annuale di ciclismo su pista gareggiata per sei giorni consecutivi.  Quella di New York, con 73 edizioni, è stata la corsa di questo tipo più longeva al mondo.

## Curiosità
Nel maggio 1962 la festa del 45º compleanno del presidente John F. Kennedy si tenne al Garden, dove Marilyn Monroe cantò in modo memorabile Happy Birthday, Mr. President.